# Wereldkampioenschappen zwemmen 2025 – 200 meter vlinderslag mannen
De 200 meter vlinderslag voor mannen op de wereldkampioenschappen zwemmen 2025 in Singapore vond plaats op 29 en 30 juli 2025. 

## Records
Voorafgaand aan het toernooi waren dit het wereldrecord en het kampioenschapsrecord
| Wereldrecord         | Kristóf Milák | 1.50,34 | Boedapest | 21 juni 2022 |
| Kampioenschapsrecord | Kristóf Milák | 1.50,34 | Boedapest | 21 juni 2022 |

## Uitslagen
De zestien snelste zwemmers in de series kwalificeerden zich voor de halve finales, de snelste acht uit de halve finales gingen door naar de finale.

### Series
| Rang | Serie | Baan | Naam                  | Land                | Tijd              | Bijz.             |
| ---- | ----- | ---- | --------------------- | ------------------- | ----------------- | ----------------- |
| 1    | 4     | 4    | Luca Urlando          | Verenigde Staten    | 1.52,71           | Q                 |
| 2    | 4     | 5    | Krzysztof Chmielewski | Polen               | 1.52,89           | Q, NR             |
| 3    | 3     | 4    | Ilya Kharun           | Canada              | 1.53,74           | Q                 |
| 4    | 4     | 2    | Chen Juner            | China               | 1.54,54           | Q                 |
| 4    | 4     | 3    | Alberto Razzetti      | Italië              | 1.54,54           | Q                 |
| 6    | 3     | 5    | Genki Terakado        | Japan               | 1.54,64           | Q                 |
| 7    | 3     | 3    | Michał Chmielewski    | Polen               | 1.54,68           | Q                 |
| 8    | 4     | 6    | Harrison Turner       | Australië           | 1.54,74           | Q                 |
| 9    | 3     | 2    | So Ogata              | Japan               | 1.55,37           | Q                 |
| 10   | 2     | 5    | Martin Espernberger   | Oostenrijk          | 1.55,45           | Q                 |
| 11   | 4     | 7    | Richárd Márton        | Hongarije           | 1.55,51           | Q                 |
| 12   | 2     | 4    | Carson Foster         | Verenigde Staten    | 1.55,68           | Q                 |
| 13   | 2     | 3    | Federico Burdisso     | Italië              | 1.56,08           | Q                 |
| 14   | 3     | 7    | Edward Mildred        | Verenigd Koninkrijk | 1.56,17           | Q                 |
| 15   | 3     | 6    | Kim Min-seop          | Zuid-Korea          | 1.56,34           | Q                 |
| 16   | 2     | 1    | Lewis Clareburt       | Nieuw-Zeeland       | 1.56,35           | Q                 |
| 17   | 2     | 2    | Arbidel González      | Spanje              | 1.56,48           |                   |
| 18   | 3     | 1    | Denys Kesil           | Oekraïne            | 1.56,51           |                   |
| 19   | 2     | 6    | Xu Fang               | China               | 1.56,99           |                   |
| 20   | 3     | 8    | Jack Cassin           | Ierland             | 1.57,08           |                   |
| 21   | 4     | 0    | Casper Puggaard       | Denemarken          | 1.58,58           |                   |
| 22   | 3     | 0    | Marius Toscan         | Zwitserland         | 1.58,60           |                   |
| 23   | 3     | 9    | Erick Gordillo        | Guatemala           | 1.59,23           |                   |
| 24   | 4     | 9    | Sajan Prakash         | India               | 1.59,33           |                   |
| 25   | 2     | 7    | Petar Mitsin          | Bulgarije           | 1.59,37           |                   |
| 26   | 4     | 8    | Samuel Kostal         | Slowakije           | 1.59,42           |                   |
| 27   | 1     | 5    | Raekwon Jibril Noel   | Guyana              | 1.59,89           | NR                |
| 28   | 2     | 8    | Héctor Ruvalcaba      | Mexico              | 2.01,66           |                   |
| 29   | 2     | 0    | Ramil Valizada        | Azerbeidzjan        | 2.02,14           |                   |
| 30   | 1     | 6    | Xavier Ventura        | El Salvador         | 2.02,86           |                   |
| 31   | 1     | 4    | Belhassen Ben Miled   | Tunesië             | 2.03,17           |                   |
| 32   | 1     | 3    | Isak Brisenfeldt      | Faeröer             | 2.04,17           |                   |
| 33   | 1     | 1    | Victor Ah Yong        | Mauritius           | 2.07,95           |                   |
| 34   | 2     | 9    | Navaphat Wongcharoen  | Thailand            | 2.08,24           |                   |
| 35   | 1     | 2    | Mohammad Al-Otaibi    | Koeweit             | 2.11,76           |                   |
| 36   | 1     | 7    | Mohamed Rihan Shiham  | Malediven           | 2.25,20           |                   |
| 37   | 4     | 1    | Apostolos Siskos      | Griekenland         | Gediskwalificeerd | Gediskwalificeerd |

### Halve finales
| Rang | Serie | Baan | Naam                  | Land                | Tijd    | Bijz. |
| ---- | ----- | ---- | --------------------- | ------------------- | ------- | ----- |
| 1    | 2     | 4    | Luca Urlando          | Verenigde Staten    | 1.52,84 | Q     |
| 2    | 1     | 4    | Krzysztof Chmielewski | Polen               | 1.53,61 | Q     |
| 3    | 1     | 5    | Chen Juner            | China               | 1.54,02 | Q, NR |
| 4    | 1     | 7    | Carson Foster         | Verenigde Staten    | 1.54,30 | Q     |
| 5    | 2     | 5    | Ilya Kharun           | Canada              | 1.54,43 | Q     |
| 6    | 2     | 3    | Alberto Razzetti      | Italië              | 1.54,47 | Q     |
| 7    | 2     | 1    | Federico Burdisso     | Italië              | 1.54,87 | Q     |
| 8    | 1     | 6    | Harrison Turner       | Australië           | 1.54,94 | Q     |
| 9    | 1     | 2    | Martin Espernberger   | Oostenrijk          | 1.55,18 |       |
| 10   | 1     | 8    | Lewis Clareburt       | Nieuw-Zeeland       | 1.55,24 |       |
| 11   | 1     | 3    | Genki Terakado        | Japan               | 1.55,30 |       |
| 11   | 2     | 6    | Michał Chmielewski    | Polen               | 1.55,30 |       |
| 12   | 2     | 2    | So Ogata              | Japan               | 1.55,42 |       |
| 14   | 2     | 7    | Richárd Márton        | Hongarije           | 1.55,80 |       |
| 15   | 1     | 1    | Edward Mildred        | Verenigd Koninkrijk | 1.56,13 |       |
| 16   | 2     | 8    | Kim Min-seop          | Zuid-Korea          | 1.57,35 |       |

### Finale
| Rang   | Baan | Naam                  | Land             | Tijd    | Bijz. |
| ------ | ---- | --------------------- | ---------------- | ------- | ----- |
| Goud   | 4    | Luca Urlando          | Verenigde Staten | 1.51,87 |       |
| Zilver | 5    | Krzysztof Chmielewski | Polen            | 1.52,64 |       |
| Brons  | 8    | Harrison Turner       | Australië        | 1.54,17 |       |
| 4      | 2    | Ilya Kharun           | Canada           | 1.54,34 |       |
| 5      | 6    | Carson Foster         | Verenigde Staten | 1.54,62 |       |
| 6      | 7    | Alberto Razzetti      | Italië           | 1.54,85 |       |
| 7      | 3    | Chen Juner            | China            | 1.55,25 |       |
| 8      | 1    | Federico Burdisso     | Italië           | 1.55,27 |       |